# 栖霞市
栖霞市是中华人民共和国山东省烟台市所辖的一个县级市，1131年设县，1995年撤县设市。面积1793.25平方公里，以盛产苹果而闻名。

## 历史
栖霞市因“日晓辄有丹霞流宕，照耀城头，霞光万道”而得名，市境的人类居住史可追溯到6000年前，春秋前属牟子国，战国为齐国东莱地，秦朝属齐郡，西汉属腄县，東漢末廢腄縣，分属黄县、东牟县和昌阳县，魏晋南北朝因之。唐朝栖霞分属蓬莱县、莱阳县、牟平县，神龙三年（707年）在今栖霞境内设置阳疃镇，屬蓬莱县。伪齐阜昌二年（1131年）析蓬莱縣阳疃镇及莱阳縣一部置栖霞县。金元時期属登州，明清時期属山东登州府。
1914年栖霞属山东省胶东道。1925年改属东海道，1928年直隶于山东省，1934年隶属鲁东区，1937年隶属山东省第七行政督察区，1939年12月改隶山东省第九行政督察区，1941年3月析栖霞之东北部置栖东行署，1945年析置牙前县，1950年5月牙前县并入，1950年8月属莱阳专员公署，1953年9月4日栖东县并入，1958年11月改属烟台专区，1983年10月改為烟台地区，1983年11月起属烟台市，1995年11月30日撤县设栖霞市。

## 地理
栖霞市地處胶东半岛腹地、烟台市中部，东鄰牟平区和海阳市，西接招远市和龙口市，南毗莱阳市，北連福山区和蓬莱区，是烟台市唯一的不邻海的县级市，總面积1793.2488平方公里。栖霞市多山地丘陵，平均海拔178.72米，轄區内山地占72.1%，丘陵占21.8%，平原占6.1%，由东向西依次分布牙山、唐山、方山、艾山、蚕山五座山脉，最高峰艾山海拔814米。多年平均气温11.4°C，年均日照总时数为2659.9小时，年均无霜期209天，年均温度13.6°C，年均降水量640至846毫米。
栖霞市的河流属于季风雨源型河流，汛期常暴发山洪，枯水期则易断流，河流泥沙量大。栖霞市有河道114条，均发源于栖霞境内，主要有白洋河、清水河、漩河、清阳河、黄水河、杨础河六大河系。白洋河是栖霞市第一大河，由市境东部流出至福山区汇入内夹河，最终流入黄海。清阳河北向自栖霞市流入福山区，注入外夹河，最后流入黄海。位于白洋河、清阳河下游的福山区门楼水库是烟台市最大的水库、主要的水源地，有“烟台人喝一斤水，八两半来自栖霞”的说法。黄水河自栖霞市向北流入龙口市，注入王屋水库，之后流入渤海。清水河、漩河、杨础河自栖霞南向流入莱阳市，汇为五龙河，注入黄海。

## 經濟
栖霞市农作物主产小麦、花生、大豆等，盛产苹果，苹果种植面积100万余亩，是烟台苹果的核心区和主产地，2022年水果总产量219.5万吨，其中苹果产量209.4万吨。2022年栖霞市粮食总产量7.99万吨，花生总产量4.9万吨，肉类总产量1.56万吨，禽蛋产量1.21万吨，水产品产量2221吨。栖霞市主要工业部门有建材、化工、服装、卷烟、橡胶、食品、金矿等，2022年规模以上工业企業76家，实现工业增加值17.7亿元，实现营业收入70.7亿元，实现利润2.7亿元。2022年栖霞市GDP为291.81亿元，三次产业占比分别为21.84%、22.08%和56.08%，人均GDP67744元，城镇居民人均可支配收入40160元，农村居民人均可支配收入21392元。

## 行政区划
栖霞市下辖3个街道办事处、11个镇：翠屏街道、庄园街道、松山街道、观里镇、蛇窝泊镇、唐家泊镇、桃村镇、亭口镇、寺口镇、苏家店镇、杨础镇、西城镇、官道镇和庙后镇。

## 社會
2020年末，根據第七次全国人口普查時，栖霞市有常住人口435405人。栖霞市的中國國家級非物质文化遗产有八卦鼓舞和螳螂拳，山東省省級非物質文化遺產有丘处机传说、棒槌花边技艺、胶东大鼓、戏灯穿花、烟台剪纸、胶东花饽饽习俗、鹌子斗鳖、泥草房民居建造技艺、砂大碗制作技艺，中國國家級文物保護單位有牟氏庄园，山東省省級文物保護單位有杨家圈遗址、北城子遗址、古镇都遗址、李氏庄园、衣氏祠、抗日军政大学第一分校旧址、后寨胶东第一兵工厂旧址、胶东革命烈士陵园。2022年全市旅游景点共接待游客740万人次，旅游业总收入45亿元。2022年栖霞市有各类中小学校35所，在校生24439人，其中普通高中3所，普通初中12所，小学20所。

## 交通
栖霞市的交通运输以铁路和公路为主，青荣城际铁路、蓝烟铁路、桃威铁路經過市境東緣，南北向的公路有沈海高速、204国道、517国道、209省道、210省道，東西向的公路有206国道、306省道。2020年栖霞市公路通车总里程1819.9公里，包括国道147.4公里（其中高速公路37.4公里），省道103.6公里，县道283.8公里，乡道151公里，村道1134公里。